# エリオット・フィッチ・シェパード
エリオット・フィッチ・シェパード（英: Elliott Fitch Shepard、、1833年7月25日 - 1893年3月24日）は、アメリカ合衆国ニューヨーク州生まれの弁護士、銀行家であり、新聞「メイル・アンド・イクスプレス」オーナー、ニューヨーク法曹協会設立者かつ会長だった。シェパードはマーガレット・ルイザ・ヴァンダービルトと結婚した。マーガレットは、慈善事業家、実業界の大立者、ヴァンダービルト家長であるコーネリアス・ヴァンダービルトの孫娘だった。ブライアクリフマナーにあるシェパードの住居ウッドリーと、その近くに建てたスカボロー長老派教会は、スカボロー歴史地区に寄付された資産である。
シェパードはニューヨーク州ジェームズタウンで生まれた。紙幣を印刷する会社の社長の、3人の息子の1人だった。ニューヨーク市立大学で学び、約25年間法律実務を行った。南北戦争のとき、北軍の徴兵担当となり大佐になった。後には幾つかの機関や銀行の設立者かつ寄付者となった。スカボロー・オン・ハドソンのブライアクリフマナーに引っ越したとき、スカボロー長老派教会を設立し、ウッドリーを建設した。この家と土地は現在スリーピーホロー・カントリークラブの一部になっている。

## 初期の経歴

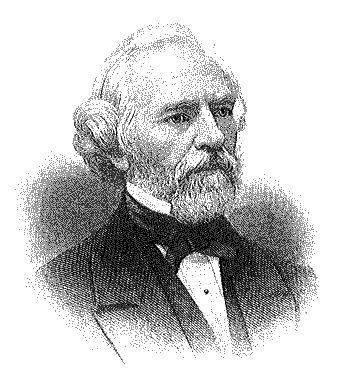
エリオット・フィッチ・シェパードの父、フィッチ・シェパード

エリオット・フィッチ・シェパードは1833年7月25日、ニューヨーク州シャトークア郡のジェームズタウンで生まれた。父はフィッチ・シェパード、母はマリア・デニスで、その3人兄弟の2番目であった。兄はブリット・ハミルトン、弟はオーガスタス・デニスである。父のフィッチ・シェパードはナショナル・バンクノート社（後にアメリカン・バンクノート社とコンティネンタル・バンクノート社と統合）の社長であり、弟のオーガスタスは後にアメリカン・バンクノート社の社長となった。父方の祖父はノア・シェパードであり、ピューリタンの牧師トマス・シェパード（1605年-1649年）や、ジェイムズ・フィッチ（ウェリアム・ブラドフォード（1624年-1703年）の義理の息子）の子孫であった。母のデリア・マリア・デニスは、1635年にイングランドから移住してきたロバート・デニスの子孫である。1897年に出た『ニューヨークの著名家族』の中で、エリオットは「生まれと先祖で著名であり、またその性格でも有名である」と書かれていた。ジェームズタウンの公立学校からユニバーシティ・グラマースクール・カレッジ予備校（当時はニューヨーク市立大学の建物に入っていた）で学び、1855年に大学を卒業した。エドワーズ・ピアポント（後のアメリカ合衆国司法長官）の下で法律を学び始め、1858年にはブルックリンで法廷弁護士として認められた。

## 南北戦争での従軍

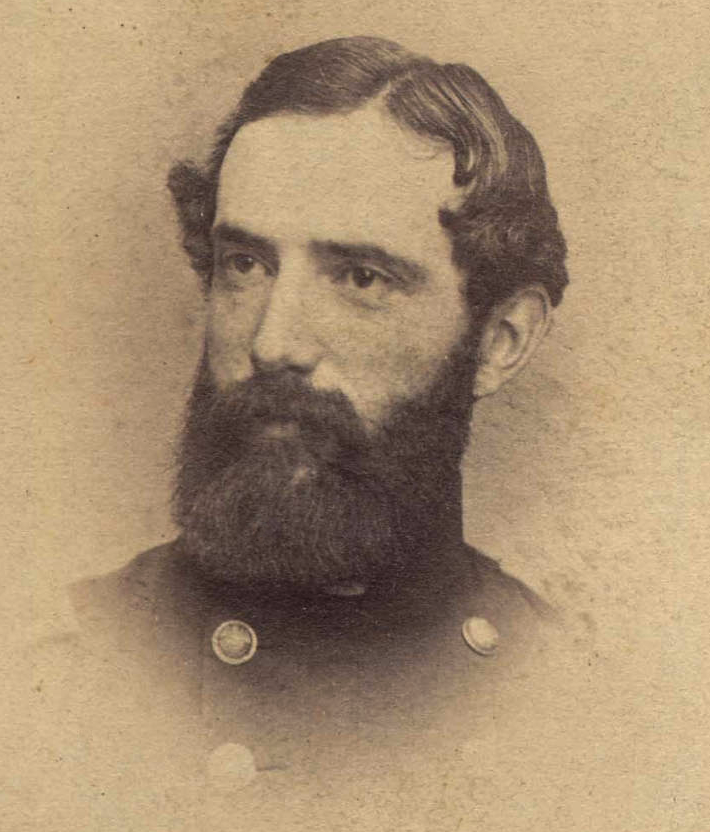
南北戦争のときのシェパード、ジョージ・G・ロックウッドの撮影

南北戦争が始まると、シェパードは北軍エドウィン・D・モーガン将軍の副官となり、大佐に任官された。シェパードが戦場に行くことは無かったが、志願兵の徴募を担当した。1862年、ジェームズタウンに行ってシャトークア連隊のための制服を検査し、整え、供給した。12歳のときにジェームズタウンを離れてから久しぶりの訪問であり、著名な市民集団に歓迎された。シェパードはニューヨーク第51志願兵連隊を徴募して組織したので、その功績を称えてシェパード・ライフル隊と名付けられた。詩人ウォルト・ホイットマンの兄弟であり、この連隊の隊員だったジョージ・W・ホイットマンが、シェパードから昇進を告知された。その後1865年に少佐に昇進したときも、シェパードが影響を及ぼした可能性がある。さらにシェパードはウォルト・ホイットマンと文通もしていた。
シェパードはニューヨーク州エルマイラで徴兵所の担当となり、周辺地域から47,000人を徴兵した。エイブラハム・リンカーン大統領はシェパードに准将への昇進を提案したが、戦場に出ている士官への遠慮から辞退した。

## 事業
1864年、シェパードはニューヨーク都市圏祭のために市外からの寄付委員会の委員と議長になった。1866年のメイン州ポートランドの大火や、1871年シカゴの大火の後で災害復興のための弁護士の委員会委員長を務め、1889年、ペンシルベニア州ジョンズタウンの大洪水では犠牲者のための市民委員会の委員となった。
1867年、シェパードはモーガン知事のレセプションでマーガレット・ルイザ・ヴァンダービルトに紹介された。二人の交際はマーガレットの父ウィリアム・ヘンリー・ヴァンダービルトに反対された。1年後の1868年2月18日、二人はニューヨーク市のチャーチ・オブ・インカーネーションで結婚した。この年、トルコのメルスィン県タルススに旅した後で、年5,000ドルを寄付し、基金として10万ドル（$339万 現在価値）でを置くことに合意して、タルスス・アメリカン・カレッジの設立に貢献した。シェパードはカレッジの信託委員と評議会副議長になった。

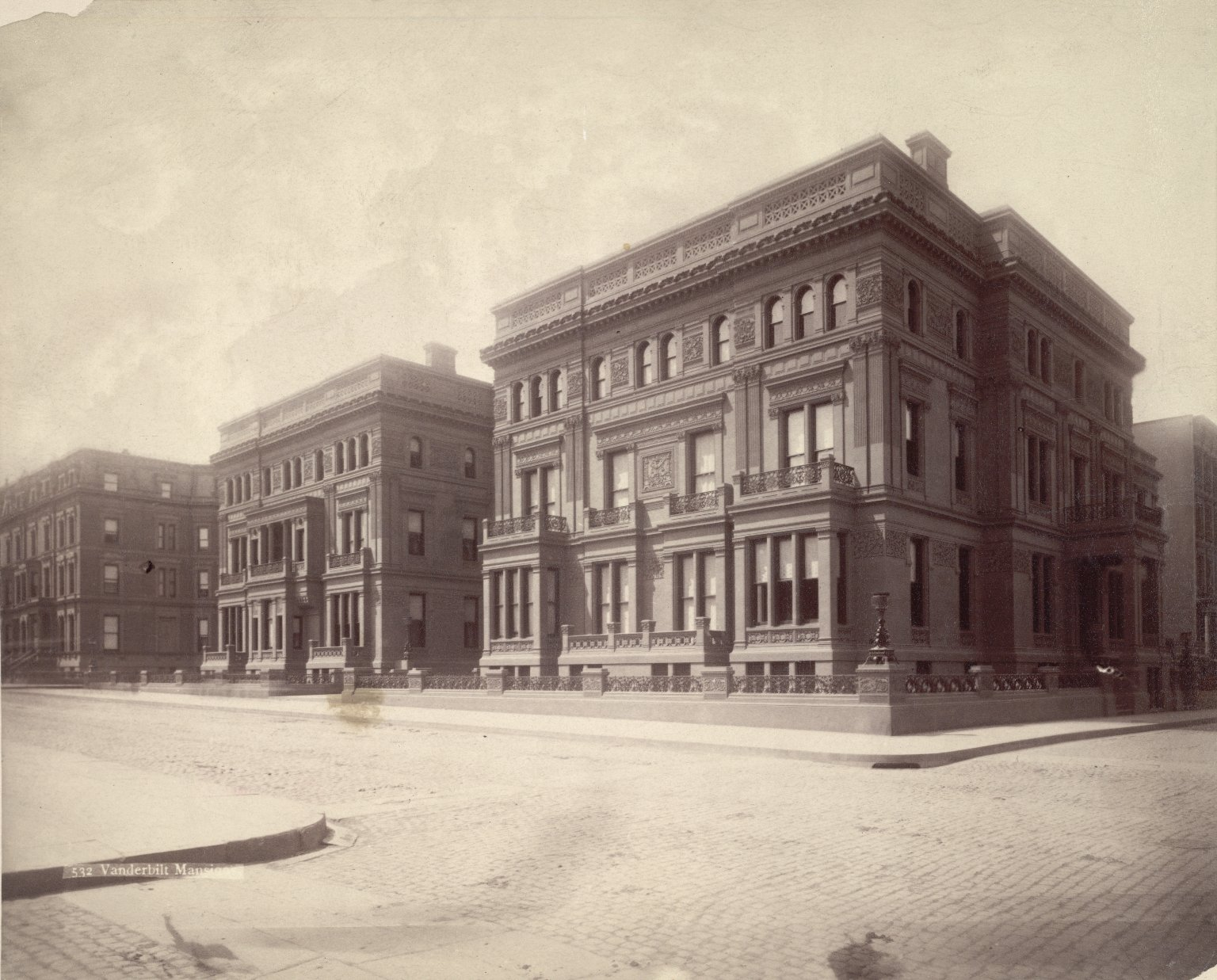
ニューヨーク市にあったシェパードのタウンハウス（右）、ヴァンダービルト家のトリプル・パレスの一部

1868年、シェパードはセロン・R・ストロング判事と共同でストロング・アンド・シェパードを起こし、ストロングの死後もその事業を続けた。その後の25年間法律実務を続け、1876年にはニューヨーク法曹協会の設立に貢献し、1884年にはその第5代会長になった。1875年、ニューヨーク市商工会議所のために、仲裁裁判所を設立する改正案を起草し、翌年にはその5人の委員による実行委員会委員になった。1880年、ニューヨーク市議会が、市の地方条例を改定して整理し、ニューヨーク市法典とするために、シェパードとエベネザー・B・シェイファーを指名した。最新の改定は1859年に行われたままだった。
1880年代、アメリカ貯蓄銀行、都市圏銀行、コロンビアン国定銀行の設立に貢献した(p154)。1888年3月20日、サイラス・W・フィールドから、42万5千ドル（$1441万 現在価値）で新聞「メイル・アンド・イクスプレス」を買収した。同紙は1836年の創刊であり、推計20万ドル（$678万 現在価値）の価値があった。シェパードは信仰が篤く、各版論説ページの冒頭には聖書の言葉を入れた。その死の時まで新聞社の社長として重要な決定や政策の全てを承認した。同年、5番街ステージ社の支配株主となり、日曜日（キリスト教の安息日）には労働を止めるように仕向けた。
1885年、マーガレットの父が死ぬと、彼女は1,200万ドル($4.07億 現在価値)を相続した。シェパード家はマンハッタン52丁目西2に住んだ。それは1880年代にウィリアム・ヘンリー・ヴァンダービルトとその2人の娘のために建てられた、ヴァンダービルト・トリプル・パレス3軒の1つだった。エリオットの死後は、マーガレットが姉妹の家族の家にして、2軒を1つにした。これらの家は最終的に解体された。1928年、そこに9階建てのデ・ピナ・ビルが建設され、1969年には解体された。5番街650がその建物の場所である。
シェパードとその家族は1884年から1887年まで世界中を旅し(p154)、アジア、アフリカ、ヨーロッパさらにアラスカを回った。ニューヨークからアラスカの旅を『The Riva.: ニューヨークとアラスカ』に文書化した。この旅にはシェパードと妻、娘、他に一族員6人、メイド、シェフ、執事、ポーター、案内人を連れて行った。シェパードに拠れば、一行は26の鉄道で14,085マイル (22,668 km) を移動し、5か月間近くで38か所のホテルに泊まった。1884年の旅行の後、アラスカにおける布教活動の機会があることに気付き、妻と共に伝道所を設立し、年約2万ドル（$678,200 現在価値）を維持費に宛てた。シェパードはジョン・ホールの下で5番街長老派教会の礼拝に何度か参加しており、長老派教会ニューヨーク同名の副会長を務めていた。5年間はアメリカ安息日同名の会長を務めた。安息日を守る特別委員会の議長を務めたこともあった。

### ブライアクリフマナーの開発
1890年代初期、シェパードは現在のブライアクリフマナーにあるスカボロー・オン・ハドソンに移動し(p158)、J・バトラー・ライトからヴィクトリア様式の家屋を購入した。その家屋の南、ハドソン川に面して邸宅を建設させ（ライトの家屋にちなんでウッドリーと名付けた）、土地を改良した。邸宅の建設は1892年に始まり、3年後に完成した(p153)。シェパードは1893年に死んでおり、マーガレットにその完成を監督させることになった(pp159–60)。完成した邸宅は床面積65,000から70,000平方フィート (6,000 - 6,500 m2) の間であり、アメリカ合衆国で最大級の個人所有家屋となった(p163)。
シェパードの死後、マーガレットは春と秋にそこで生活したが(p165)、次第に訪れる回数が減っていった。1900年までに資産をフランク・A・ヴァンダーリップとウィリアム・ロックフェラーに売り始め、1910年には家屋を彼らに売った。ヴァンダーリップとロックフェラーはカントリークラブを創設する取締役会を集め、最初の会合はウォール街55番のヴァンダーリップの所有する国定シティ銀行ビルの事務所で行われた（ヴァンダーリップが当時銀行の社長だった）。スリーピーホロー・カントリークラブが設立され、ウッドリーがクラブハウスに、J・バトラー・ライトの家屋がゴルフハウスになった(p169)。
シェパードはそのブライアクリフマナー敷地の上に小さな礼拝所を作り、1892年にはスカボロー長老派教会を建てた。教会とその牧師館は、シェパードの死後に、マーガレットが寄付した。教会はオーガスタス・ヘイデル（スタンフォード・ホワイトの甥）とオーガスト・D・シェパード・ジュニア（エリオット・シェパードとウィリアム・ラザフォード・ミードの甥）が設計した。1895年5月11日、教会がシェパードの思い出のために落成した(p165)。一時期はシェパード記念教会と呼ばれていた。

## 家族と個人的生活

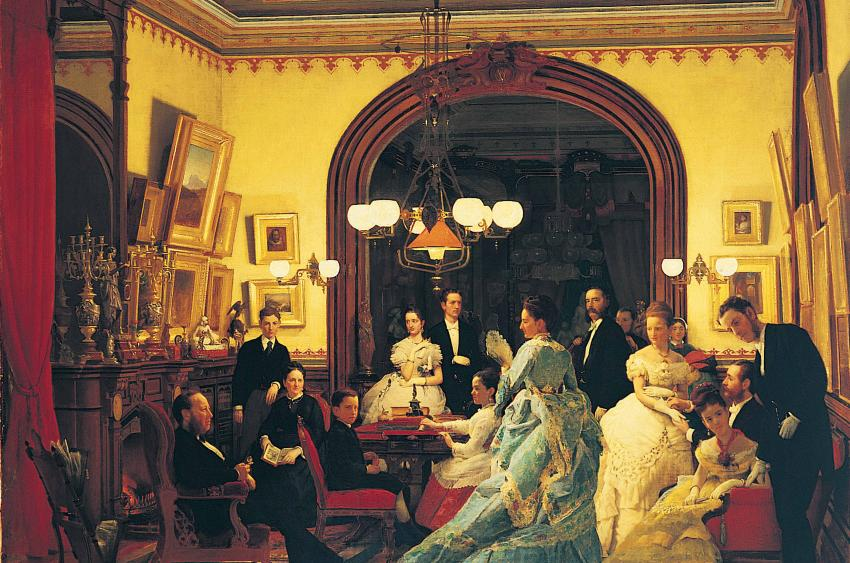
オペラへ行く (1874年)、シーモア・ジョセフ・ガイ画、ヴァンダービルト家を描いている。マーガレットが中央青ドレス、その右にエリオットがいる

シェパードとマーガレットの間には娘が5人、息子が1人生まれた。フローレンス（1869年–1869年)、マリア・ルイーズ (1870年–1948年)、エディス (1872年–1954年)、マルグリット (1873年–1895年)、アリス (1874年–1950年)、エリオット・シェパード・ジュニア (1877年–1927年）だった。この子供たちは日曜学校と教会に出席し、家庭教師の教育を受けた。シェパードは家族のためのシェフを雇っていた。シェパードは厳格な父であり、息子を叩いたと言われる。その息子は父と同じくらいワイルドで、厳格であり、道徳を重んじたと言われている。
シェパードは背が高く、快活な表現力と作法があり、「ニューヨーク・タイムズ」に拠れば、「育ちの良い倶楽部会員の完全なタイプ」と呼ばれていた。髪が多く、爪にはマニキュアを施し、きちんとそろえられた顎鬚と運動選手のような体格だった(p154)。反ユダヤ主義に反対し、ロシア系ユダヤ人の苦境を公に知らせる晩さん会に出席し、他の者が避けるユダヤ教の宗教や社会の組織に定期的に出席した。多くのニューヨークの教会に信者席を借りており、多くの伝道所を支援し、病院や慈善団体から寛大な寄付者と言われた。シェパードは政治的な大望があり、権力と影響力の象徴としてウッドリーを建設した(p157)。シェパードは馬と馬車を所有し、それに公園で家族を乗せ、また自身が乗馬好きなことを誇っていた。
シェパードは共和党支持者であり、1888年アメリカ合衆国大統領選挙の運動には75,000ドル（$254万 現在価値）を寄付し、州選出アメリカ合衆国下院議員のファセットの選挙運動には州委員会に10,000ドル（$339,100 現在価値）を寄付した。ニューヨーク市の6番街と57丁目にシェパード・ホールを造り、共和党倶楽部に無料で貸し出した。シェパードは多くの組織の会員だった。ニューヨーク州法曹協会、アメリカ自然史博物館、ナショナル・アカデミー・オブ・デザイン、アメリカ独立戦争の息子達、ニューヨーク・ヨットクラブ、ニューヨーク・アスレティッククラブ、ニューヨーク・プレスクラブ、ローヤーズクラブ・オブ・ニューヨーク、共和党倶楽部、マンハッタン・アスレティッククラブ、乗馬クラブ、トワイライト・クラブ、ユニオンリーグ・クラブ・オブ・ニューヨーク、ニューヨーク・ニューイングランド協会、アディロンダック・リーグ、ユニオンリーグ・クラブ・オブ・ブルックリンなどだった。

## 晩年、死、遺産

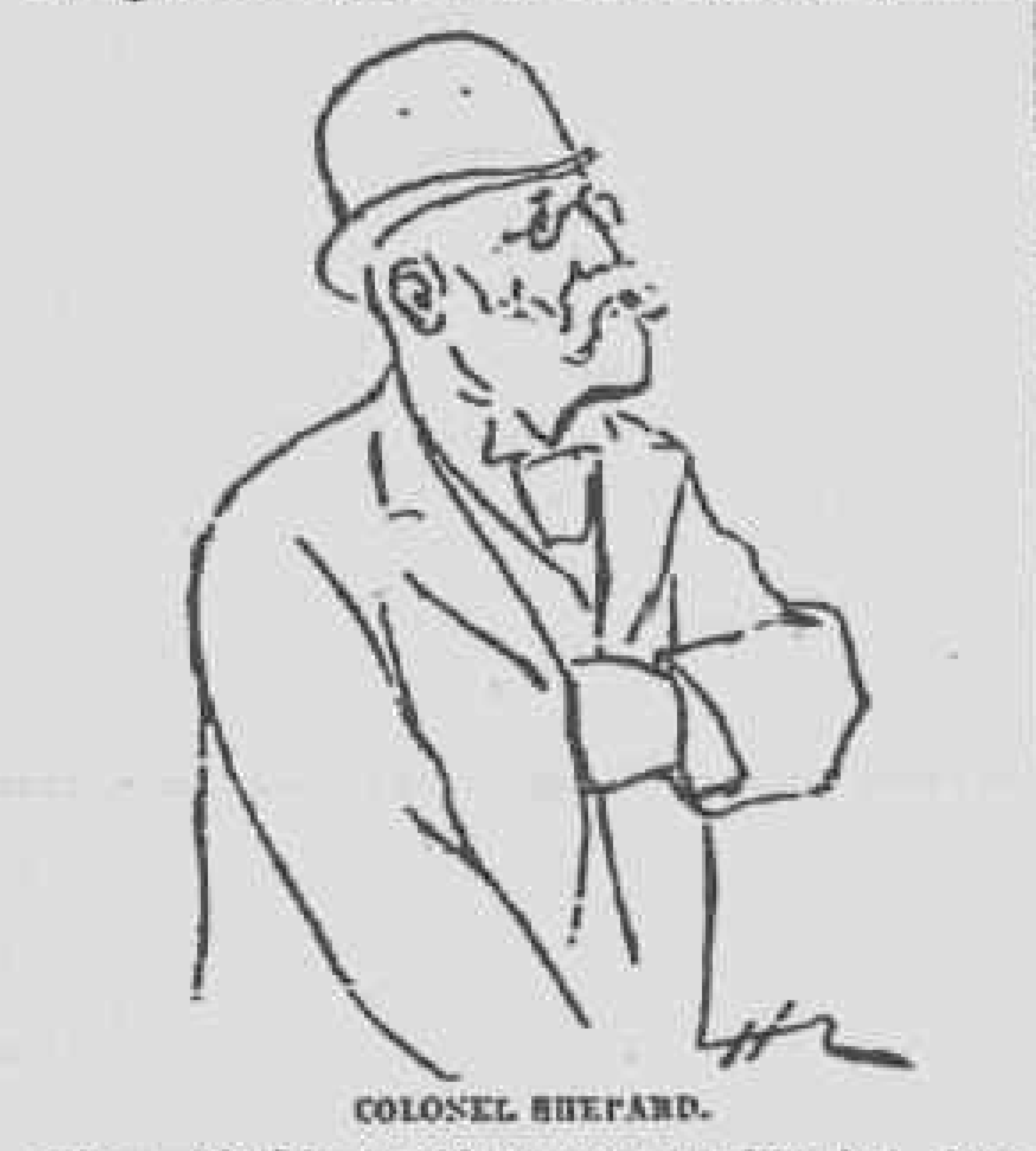
シェパードを描いた1892年のスケッチ

1892年、ニューヨーク市立大学がシェパードに法学修士号を贈り、オマハ大学が法学博士号を贈った。1893年1月11日、シカゴ万国博覧会の下院委員会で、日曜日すなわち安息日は博覧会を開かないよう、委員を説得するための演説を行った。1891年9月7日、シェパード自身は博覧会の間の6か月間、オーディトリアム・ホテルで委員会のために16室を予約するために25,000ドル（$84.8万 現在価値）を遣った。
シェパードは1893年3月24日午後にマンハッタンの自宅で思いがけなく死んだ。2人の医師がシェパードから膀胱結石を取り除こうとしていた。午後12時45分にエーテルを処方した。数分間、シェパードは反応しないように見えた。その後まもなく顔色が変わり始め、呼吸と脈が衰えた。エーテルの投与が止められたが、手術を継続するために十分なエーテルがまだ与えられていなかった。シェパードの容体が再度悪化し始めた。医師たちは食物か吐しゃ物が気管あるいは気管支を閉塞させているのではないかと疑った。医師たちは続いて酸素を投与して、一時的に良くなったが、午後4時、脈が着実に弱くなり、意識を失い、午後4時10分に死んだ。死因は肺水腫であり、肺のうっ血だった。エーテルの投与後は死因不明だった。シェパードはモラビア墓地の一族廟に埋葬された最初のヴァンダービルト一族だった。1894年11月17日、娘の一人、妻、その兄弟であるジョージ・ヴァンダービルトが、シェパードと娘のフローレンスの遺骸を新しいシェパード家の墓に移葬するのを監督した。

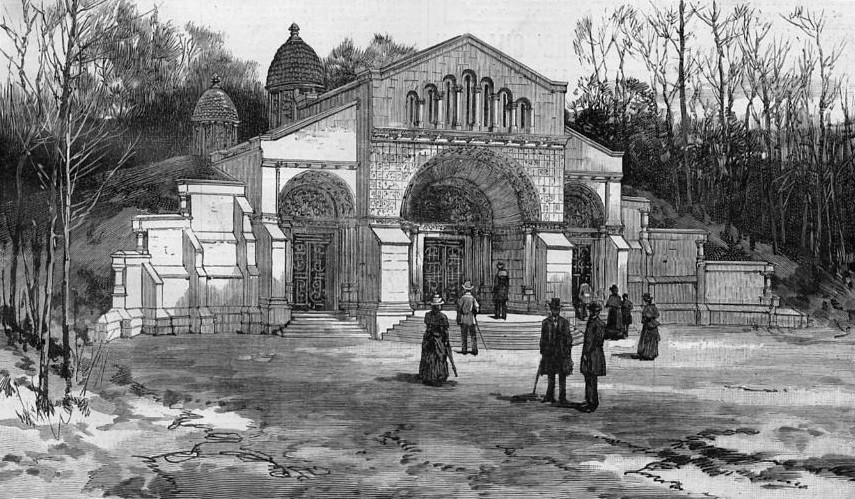
ヴァンダービルト家廟、シェパードが最初に埋葬された所

シェパードの財産には10万ドルのタルスス・アメリカン・カレッジ基金、不動産85万ドルと動産50万ドルがあり、合計135万ドルだった（$4578万 現在価値）。その遺志により金と土地は妻、子供たち、弟のオーガスタス、宗教組織に分けられた。ニューヨーク市立大学やニューヨーク大学のエリオット・F・シェパード奨学金など多くの奨学金や懸賞の資金を残し、弁護士アーロン・J・ヴァンダーポールの図書館からニューヨーク大学法学校に膨大な量の蔵書を寄付した。
シカゴの出版者ホレス・オドノヒューの妻が、シェパードの訃報を4日後に読んで聞かせたとき、オドノヒューは剃刀を取り上げて喉を切った。その自殺は当初衝動によるものと考えられたが、後にオドノヒューがシカゴの出版社に大きな負債を追っていたのが理由らしいと分かった。

## 著作
- Shepard, Elliott Fitch; Shafer, Ebenezer B. (1881). Ordinances of the Mayor, Aldermen and Commonalty of the City of New York: In Force January 1, 1881. New York, New York. OCLC 680539530
- Shepard, Elliott Fitch (1886). Labor and Capital are One (10th ed.). New York, New York: American Bank Note Company. OCLC 43539083

## 原註
1. ↑  ファーストネームは "Eliot" あるいは "Elliot" と綴ることもあった。姓には "Shepherd" も使われた。息子と区別するために「シニア」をつけて呼ばれることもある